# Карбонат самария(III)
Карбонат самария(III) — неорганическое соединение, соль металла самария и угольной кислоты с формулой Sm2(CO3)3, светло-жёлтые кристаллы, не растворяется в воде, образует кристаллогидраты.

## Получение
- Добавление гидрокарбоната натрия к подщелочённому раствору соли самария(III)[3]:
{\displaystyle {\ce {2 SmCl3 + 3 NaHCO_3 -> Sm2(CO3)3 v + 3 NaCl + 3 HCl}}}

## Физические свойства
Карбонат самария(III) образует светло-жёлтые кристаллы.
Не растворяется в воде.
Образует кристаллогидраты состава Sm2(CO3)3•n H2O, где n = 1 и 3.

## Химические свойства
- С карбонатами щелочных металлов или аммония образует двойные соли Sm2(CO3)3⋅K2CO3⋅12H2O, Sm2(CO3)3⋅Na2CO3⋅16H2O, Sm2(CO3)3⋅(NH4)2CO3⋅4H2O.

## Применение
- Катализаторы в нефтяной промышленности.
- Производство мишметалла.
- Полировальные порошки.
- Производство стекла и люминофоров.
- Редкоземельные удобрения[4][5].